# New Hope (Tennessee)
New Hope – miasto w Stanach Zjednoczonych, w stanie Tennessee, w hrabstwie Hennepin.